# Allopregnanolon
Allopregnanolon, breksanolon – organiczny związek chemiczny, neurosteroid naturalnie występujący w organizmach, pochodna progesteronu.
Lek ten stosowany jest w leczeniu depresji poporodowej. Podaje się go we wstrzyknięciu dożylnym.
Skutki uboczne allopregnanolonu mogą obejmować senność, suchość w ustach, uderzenia gorąca i utratę przytomności. Działa w mechanizmie dodatniej allosterycznej modulacji receptora GABAA.
Allopregnanolon został dopuszczony do użytku medycznego w Stanach Zjednoczonych w 2019 roku. Amerykańska Agencja Żywności i Leków (FDA) uważa go za pierwszy w użyciu lek o tym mechanizmie działania. Długi czas podawania, a także koszt jednorazowego leczenia powodują, że nie stał się od dotychczas szeroko stosowną metodą leczenia.